# 乾行 (砲艦)
乾行（けんこう / 旧仮名：けんかう）は日本海軍の軍艦。元薩摩藩所有の3檣バーク型砲艦。
乾行は「正道に従ってすこやかに努め行う」意味で、『易経』にある「渉大川乾行也」（大川を渉（わた）るや乾行なり）の句に由来する。

## 概要
原名 "ストーク" (Stoyk) を薩摩藩が元治元年（1864年）に購入し、"乾行丸"と命名された。戊辰戦争では寺泊沖海戦に参加し、旧幕府運輸船 "順動丸" を擱座・自焼に追い込む。薩摩藩から新政府へ献納され、明治3年6月13日（1870年7月11日）に兵部省が受領、"乾行艦" と呼ばれた。明治5年（1872年）から翌年にかけて機関が撤去され、以降は練習艦として使用された。1881年（明治14年）9月12日に除籍、1889年（明治22年）3月に船体が売却された。

## 艦型
3檣バーク型砲艦。機関は横置2筒機関で推進はスクリュープロペラだった。機関は1872年（明治5年）から翌年にかけて撤去された。
右上表の要目は主に『薩藩海軍史』と『帝国海軍機関史』による。その他の文献による船体主要寸法は以下の通り。
- 明治元年『公文類纂』：長さ27間[8] (49.09m)
- 『日本近世造船史 明治時代』：長さ177 ft (53.95 m)、幅23 ft (7.01 m)、吃水10 ft (3.05 m)[2]

## イギリス軍艦ビーグル
元はイギリス海軍のアロー級砲艦 "ビーグル" (HMS Beagle)とされる。但し、"ビーグル" の建造はロンドンで1854年に竣工と日本側の"乾行" のデータと一致しない部分がある。
『海軍歴史』その他ではリバプールで1859年建造の "ストーク（ストルク）" とされている。また『帝国海軍機関史』では「原名 ”ビーグル"、後に "ストーク" とあり、通常上記の "Beagle" とされている。建造年に関しては日本でも疑問が投げかけられており、「1854年から翌年にイギリス艦としてクリミヤ戦争に参戦し、船体に当時の弾痕が残されていた」ので建造はそれより古いとの意見があった。また別に「クリミア戦争前にイギリスで建造された十数隻のうちの1隻」ともする。
なおダーウィンの乗船した "ビーグル号" が後に本艦となったという話もあるが、年代が違い明らかな間違いである（ダーウィンの乗艦は3代目の "HMSビーグル" で、乾行は4代目 "HMSビーグル"）。
『薩藩海軍史』によると、"ストーク" は1859年出版の『世界の海軍』に「60馬力、砲20門」と既に記載があるという（建造はこの年以前になる）。また "ビーグル" は『世界の海軍』に「1854年製造、477噸、160馬力、砲4門」で載っており、"ビーグル" の方が "乾行" に近いとしている。

## 艦歴
日付は明治5年まで旧暦とする。

### 薩摩藩時
原名は "ビーグル"、後に "ストーク"。薩摩藩がグラバーから75,000ドルで購入、元治元年（1864年）7月23日に長崎で受領した。
慶応3年（1867年）11月の島津忠義上京の時、"乾行丸" は修理中だった。

#### 戊辰戦争
戊辰戦争では "丁卯丸" と共に北陸方面に進攻した。慶応4年（1868年）3月18日鹿児島を出港、3月22日、長崎に寄港し、兵器等の準備を行い4月1日に出港、4月4日兵庫に到着した。閏4月5日、三田尻に回艦し、長州藩軍艦と合議し、新政府軍応援の内命を受けた。一旦兵庫に戻った "乾行丸" は閏4月14日に三田尻に到着、閏4月15日に下関着、"丁卯丸" と進攻の打ち合わせをした。5月13日に "丁卯丸"、 "大鵬丸" と共に下関を出港、翌日隠岐島に入港し、同地の擾乱を平定した。
5月16日、3隻は敦賀港着、以降輪島、蛸島、越後今町を経由して5月22日に柏崎に到着した。同地を "丁卯丸" と同日発、陸上進軍の支援を行い、5月24日に出雲崎着、外輪船を砲撃、擱座させた（寺泊沖海戦）。この船は旧幕府側の "順動丸" で、自焼して失われた。その後は5月26日に柏崎発、七尾港、小木港、新潟港と移動し、6月3日に柏崎に戻った。この時は石炭が底をつき、薪を燃料にした。6月11日に七尾着、ボイラー下の船体が焦げており、同地で修理に従事した。新潟の陸上戦闘は苦戦しており、軍艦の応援が必要だったため、"乾行丸" の石炭は全て "丁卯丸" に移し、"丁卯丸" は2、3日の行動が可能になった。
7月16日、"摂津丸" が七尾に入港、同艦は砲が破損していたため、"乾行丸" の砲4門と弾薬を移設、乗員24名も "摂津丸" に移乗した。7月25日、松ヶ崎で陸兵上陸の援護、7月27日、28日は陸兵と共同で新潟を攻撃し、陥落させた。この戦闘で "乾行丸" は陸上砲台からの砲弾2発を被弾した。戦闘後は七尾に回航した。8月11日、交代の "春日丸" が新潟に到着、"乾行丸" は8月26日、七尾を出港し帰国の途に就いた。
鹿児島では藩主上京の任に着いた。10月21日、横須賀に回航、以降同地で修理に従事した。鹿児島への帰港日等は不明。

### 献艦
明治2年（1869年）9月、薩摩藩から献納の申し出があり、10月に民部省から郵船に使用したいと申し出があった。
明治3年（1870年）6月13日、兵部省が品川湊で受領した。『海軍省報告書』では明治3年4月に鹿児島藩から献上されたとしている。

### 維新後
明治3年（1873年）7月に普仏戦争が勃発し、中立を守るために太政官は7月28日に小艦隊3隊を編成、"甲鉄" と "乾行" の2隻は中島四郎（ "甲鉄" に乗艦）の指揮で横浜港に派遣され、"乾行" は8月9日に品川湊から横浜に回航した。9月1日、一旦品川に戻り、同地で大砲備え付けの達が出された。翌明治4年（1871年）3月7日に警備は解かれた。
明治4年（1871年）5月に小艦隊が編成され、"乾行" も編入、
真木長義中佐が "日進" "甲鉄" "乾行" "第二丁卯"4隻の指揮役になった。"乾行" は7月に艦隊から除かれた。11月15日、"乾行" は等級を五等と定められた。
明治5年（1872年）2月29日、造船局の所轄となった。5月18日に中艦隊が編成されたが "乾行" は編入されなかった。以降中艦隊への編入は無い。6月10日に兵学寮から"乾行" を機関撤去の上、稽古用（練習艦）に使用したいと申し出があり、造船局で機関の撤去と修理を行った。なお、撤去された機関は1876年（明治9年）に鹿児島造船所へ移された。
1873年（明治6年）2月2日、"乾行" は主船寮所轄から提督府所轄になったが、3月13日に主船寮所轄に戻された。11月12日、修理が完成し、主船寮から兵学寮に引き渡された。
1874年（明治7年）5月30日、海軍省の堀内に回航、堀内で練習艦として使用された。8月8日、艦位（等級）を五等艦と定められた。
1875年（明治8年）5月18日、艦位を四等と改められた。1880年（明治13年）1月20日、繋泊練習艦に定められた。

### 廃艦
1881年（明治14年）9月12日に除籍（廃艦）、船体は現状のまま "摂津艦" 附属となった。1882年（明治15年）7月8日、船体は東海鎮守府所轄となり、浦賀永泊となった。1889年（明治22年）1月19日に売却が上申され、1月25日認許、3月に3,276円で売却された。

## 艦長
- 伊東祐麿:明治 3年(1870年)3月 - 明治 3年(1870年)10月[53]
- (代理) 伊東祐亨 一等士官：明治3年(1870年)11月 - 1871年3月29日[54]
- (艦長代)柴精一:明治4年2月17日[55] -
- 濱武槇(浜武慎) 兵学小教授兼少佐:1873年12月12日[20][56] - 1877年10月31日[57]
- 大村松次郎 少佐:1877年10月31日 - 1878年5月18日[57]
- 濱武槇 少佐:1878年11月22日[57] -